# Herminia albescens
Herminia albescens là một loài bướm đêm trong họ Noctuidae.